# Jungle Nest
Jungle Nest (estilizado como JUNGLE NEST) es una serie de televisión de infantil-juvenil argentina producida por Non Stop S.A y Disney XD Latinoamérica, es la segunda de transmitirse en Disney XD, después de Peter Punk (2011-2013). Fue estrenada el 13 de febrero de 2016 y finalizó el 5 de junio del mismo año.

## Sinopsis
Julián (Santiago Magariños) es un chico de 17 años. Luego de varios años de no ver a su tío Max (Esteban Prol), Julián viaja a la selva para pasar sus vacaciones de verano en el excéntrico hotel ecológico de Max, el Jungle Nest, construido literalmente entre los troncos y ramas de la jungla de Zapuacán. Ahí se encontrará con Oso (Tupac Larriera) y Rocco (Iván Aragón), dos jóvenes que también vinieron a pasar sus vacaciones al lugar, y con Gala (Giovanna Reynaud), una chica que sufre de una adicción a las compras, a quien sus padres la han enviado para un tratamiento de "desintoxicación". Pero este grupo de jóvenes no sospecha que este paraíso se convertirá en el escenario de una dura batalla. Max está en una de sus expediciones, de manera que Julián debe asumir la administración del hotel. Julián y su nuevo personal tendrán que defender el Jungle Nest de un oscuro plan diseñado por el intendente de la región, Montalbán (César Bordón), que planea destruir el hotel para construir un megacomplejo hotelero y casino de lujo. 

## Elenco

### Principales
- Santiago Magariños como Julián,  Es el sobrino de Max, y el protagonista de la serie. El acepta la invitación de su tío para visitar a su hotel. Después de resolver el primer misterio del Jungle Nest su tío lo convierte en Mánager (encargado) del hotel. Él es valiente, astuto y al ser mánager, también está acostumbrado al liderazgo.
- Tupac Larriera como Oso, Antes era un huésped del hotel, pero cuando Julián se convirtió en el mánager, contrato a Oso para ser el nuevo botones del Jungle Nest. A pesar de que Oso es perezoso, distraído y no es muy listo, sus amigos confían en él.
- Giovanna Reynaud como Gala, Debido a sus adicciones a las compras, sus padres la envían al Jungle Nest para trabajar en el hotel como recepcionista. Gala es vanidosa, ama la moda y sus intereses, pero también piensa en sus amigos.
- Iván Arango como Rocco, Gracias a las películas, Rocco se vuelve aficionado y experto en supervivencia. Pero cuando conoce a los empleados del Jungle Nest, se convierte en el jefe de seguridad. Él es seguro, persistente e instintivo.
- Chen Min como Mei Ling, Trabaja en el hotel como cocinera del Jungle Nest. Mei es la empleada china del hotel. Ella es ágil, astuta y a veces optimista.
- Valentín Villafañe como Markus Montalban, Es el hijo del alcalde Montalbán y su mano derecha. Siempre ayuda a su padre con los intentos de destruir al Jungle Nest. Tiene una rivalidad contra Julián y trata de conquistar a Gala.
- Esteban Prol como Max, Es el tío de Julián y el propietario del hotel Jungle Nest.
- César Bordón como Montalbán, Es el alcalde de Zapuacán, y siempre intenta destruir el Jungle Nest para construir su propio Hotel Casino.

### Invitados
- Santiago Stieben como Jeff Bilbao
- Leandro Cóccaro como Mr. Softich
- Daniel Campomenosi
- Lucas Crespi

## Producción
La serie fue anunciada el 20 de enero de 2015 por la gerente general de Disney Channel Latinoamérica, Cecilia Mendoça.
Cecilia Mendonça, VP y general manager Disney Channels Latin America, destacó: ‘Incluyendo componentes clave como el humor, las aventuras y una gran historia, presentamos, Jungle Nest, la segunda producción original del Disney XD Latinoamérica’.                                                         Una vez más, apostamos en el mercado, en la creatividad de nuestra región y en el talento local, el que está tanto frente a cámaras como detrás de ellas. Lo hacemos con un nuevo contenido de la mejor calidad, confiando que conectará emocionalmente con nuestro público latinoamericano’, agregó la ejecutiva.
Jungle Nest es el segundo programa de la emisora realizado en Argentina, después de Peter Punk. Originalmente se comunicó que sería estrenada el mismo 2015, pero su primera emisión fue atrasada, siendo finalmente confirmada para febrero de 2016.
La serie empezó a ser rodada en enero de 2015. Su realización estuvo a cargo de la casa productora Non Stop. Las tomas interiores fueron grabadas en Buenos Aires y las escenas exteriores fueron realizadas en un plazo de seis semanas en Puerto Iguazú. Para su primera temporada fueron confirmados 26 episodios de 22 minutos de duración cada uno. El elenco de la serie tiene a Santiago Magariños en el ro protagónico y como actores de reparto a Tupac Larriera, Giovanna Reynaud, Iván Aragón, Chen Min, Valentín Villafañe, Esteban Prol y César Bordón.

## Episodios
| Temporada | Temporada | Episodios | Episodios | Emisión original                                                         | Emisión original                                                    |
| Temporada | Temporada | Episodios | Episodios | Primera emisión                                                          | Última emisión                                                      |
| --------- | --------- | --------- | --------- | ------------------------------------------------------------------------ | ------------------------------------------------------------------- |
|           | 1         | 26        | 26        | 13 de febrero de 2016 (Disney XD) 17 de febrero de 2016 (Disney Channel) | 5 de junio de 2016 (Disney XD) 16 de enero de 2017 (Disney Channel) |

## Nominaciones
| Año  | Premio.                     | Categoría       | Candidato        | Resultado |
| ---- | --------------------------- | --------------- | ---------------- | --------- |
| 2016 | Kids' Choice Awards México  |                 |                  |           |
| 2016 | Kids' Choice Awards México  | Actriz favorita | Giovanna Reynaud | Nominada  |
| 2016 | Kids' Choice Awards México  | Actor favorito  | Iván Aragón      | Nominado  |
| 2016 | Kids Choice Awards Colombia | Actriz favorita | Giovanna Reynaud | Nominada  |